# Louis Dupuis
Pour les articles homonymes, voir Dupuis (homonymie).
Louis Dupuis (Beaune, 10 juin 1921 - Mort pour la France à Hyères le 20 août 1944), est un militaire français, Compagnon de la Libération à titre posthume par décret du 20 novembre 1944. Jeune Saint-Cyrien encore en formation au début la Seconde Guerre mondiale, il décide de rejoindre la France libre et participe aux combats en Afrique du Nord et en Italie avant de prendre part à la Libération de la France au cours de laquelle il est tué au combat.

## Biographie

### Jeunesse et engagement
Louis Dupuis naît le 10 juin 1921 à Beaune, en Côte-d'Or. Après avoir commencé sa scolarité dans sa ville natale, il étudie au lycée Carnot de Dijon. Voulant devenir officier de marine, il ne peut entrer à l'école navale à cause de problèmes de vue et s'oriente alors vers l'armée de terre. En 1939, il entre à l'école spéciale militaire de Saint-Cyr où il intègre la promotion "Amitié franco-britannique" et y rencontre Charles Rossignol.

### Seconde Guerre mondiale
Sous-lieutenant en mars 1940, sa formation d'officier n'est pas encore achevée lorsque la Seconde Guerre mondiale éclate. Lors de la bataille de France, devant l'avancée des troupes allemandes, il est évacué vers Bordeaux avec son unité. Désireux de poursuivre la lutte, il s'enfuit en compagnie de Charles Rossignol vers Saint-Jean-de-Luz où, le 21 juin 1940, il embarque à bord du MS Batory à destination de l'Angleterre. Parvenu à destination, il s'engage dans les forces françaises libres et devient instructeur au bataillon de chasseurs de Camberley.
En octobre 1941, à la suite de sa demande d'être intégré à une unité combattante, il est muté au bataillon de marche no 11 (BM11) au Levant. Promu lieutenant en mars 1942, il prend part avec le BM11 à la guerre du désert en Libye au sein de la 2e brigade française libre du général Cazaud. Après les combats au Fezzan et en Tripolitaine, il participe à la seconde bataille d'El Alamein puis à la campagne de Tunisie en mai 1943. Il prend ensuite part à la conquête de l'Italie puis retrouve la France à la mi-août 1944 lorsqu'il participe au débarquement de Provence.
Le 20 août 1944, pendant la bataille de Toulon, la compagnie du lieutenant Dupuis a pour mission de rétablir les liaisons téléphoniques d'un versant à l'autre d'une colline entre Hyères et La Crau. Décidant de s'en charger lui-même, Louis Dupuis s'engage sur la crête, s'exposant aux tirs ennemis. Il est alors tué par une balle explosive. Il est d'abord inhumé à La Londe-les-Maures puis à Beaune.

## Décorations
|  |  |  |  |  |  |
|  |  |  |  |  |  |

| Chevalier de la Légion d'honneur                 | Chevalier de la Légion d'honneur                 | Compagnon de la Libération                       | Compagnon de la Libération                                                | Croix de guerre 1939-1945 Avec palme                                      | Croix de guerre 1939-1945 Avec palme                                      |
| Médaille de la Résistance française Avec rosette | Médaille de la Résistance française Avec rosette | Médaille de la Résistance française Avec rosette | Médaille coloniale Avec agrafes "El Alamein", "Tripolitaine" et "Tunisie" | Médaille coloniale Avec agrafes "El Alamein", "Tripolitaine" et "Tunisie" | Médaille coloniale Avec agrafes "El Alamein", "Tripolitaine" et "Tunisie" |

## Hommages
- Dans sa ville natale de Beaune, une rue a été baptisée en son honneur[5]. Son nom figure également sur le monument aux morts de la commune[6].
- À Dijon, au lycée Carnot où il a étudié, son nom est inscrit sur une plaque commémorative[7].